# Багырлай
Багырлай (каз. Бағырлай) — река в Казахстане, протекает по территории Акжаикского района Западно-Казахстанской области и Индерского района Атырауской области. Представляет собой рукав древней дельты Урала. Отделяется от Урала близ села Атамекен, течёт на юг и теряется в 1 км к северу от озера Теренкызыл. Длина реки составляет по разным оценкам 239 или 275 км.
Среднегодовой расход воды составляет 2,1 м³/с. Ледостав с декабря по апрель. Вода пресная, мутная. У реки 10 притоков общей длиной 58 км. Воды реки Багырлай используются для обводнения и орошения. Общая протяжённость Багырлайской оросительно-обводнительной системы составляет 97 км.